# Dolichoderus longicollis
Dolichoderus longicollis är en myrart som beskrevs av Mackay 1993. Dolichoderus longicollis ingår i släktet Dolichoderus och familjen myror. Inga underarter finns listade i Catalogue of Life.

## Bildgalleri

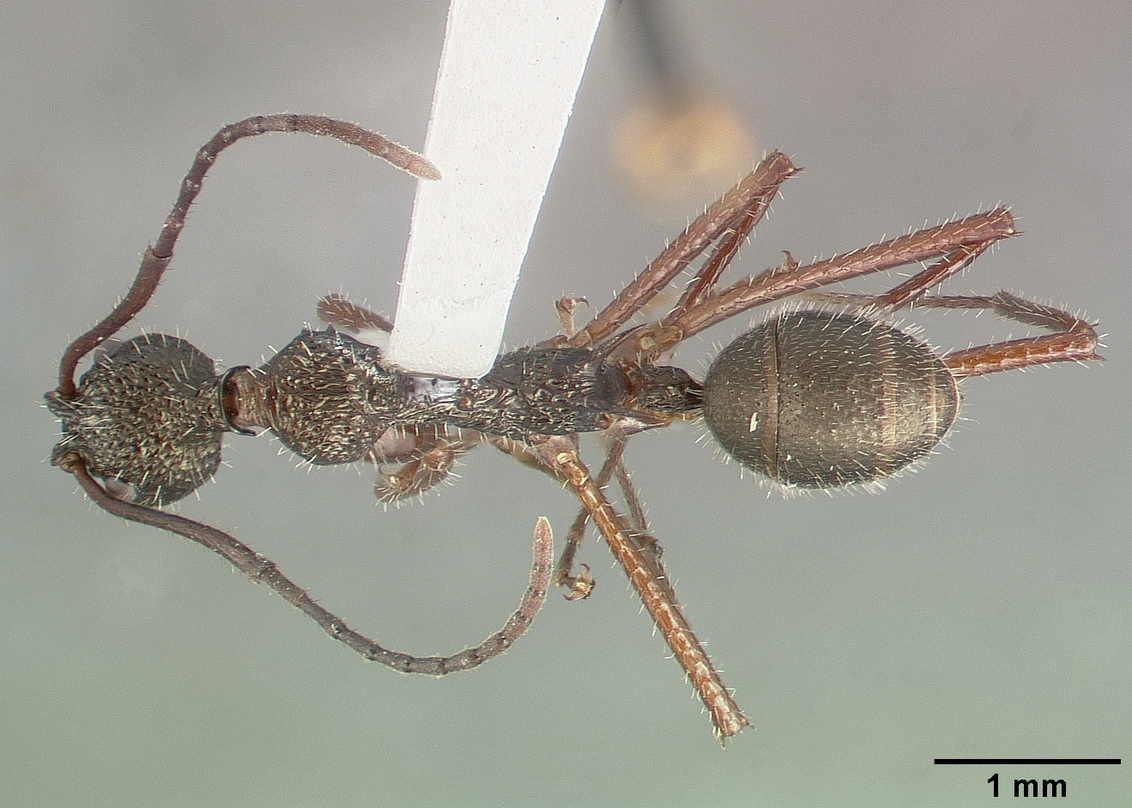
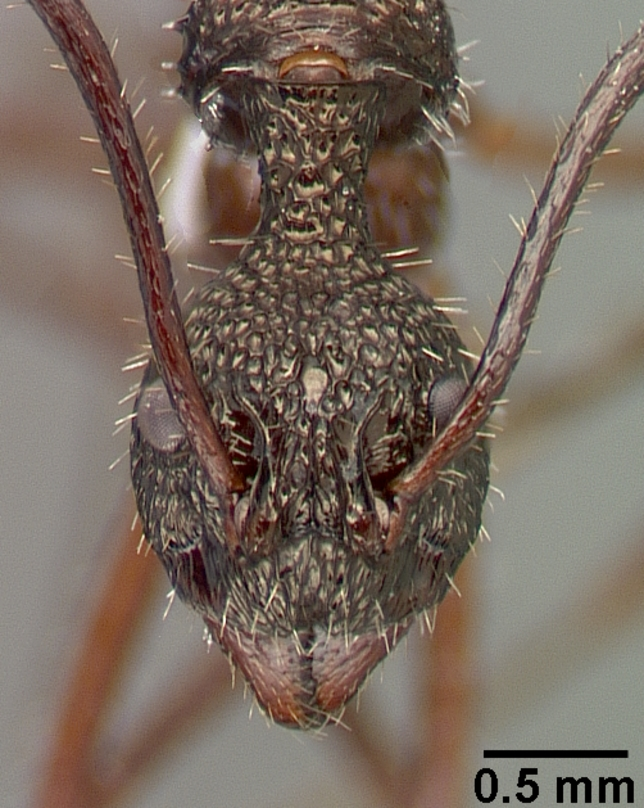
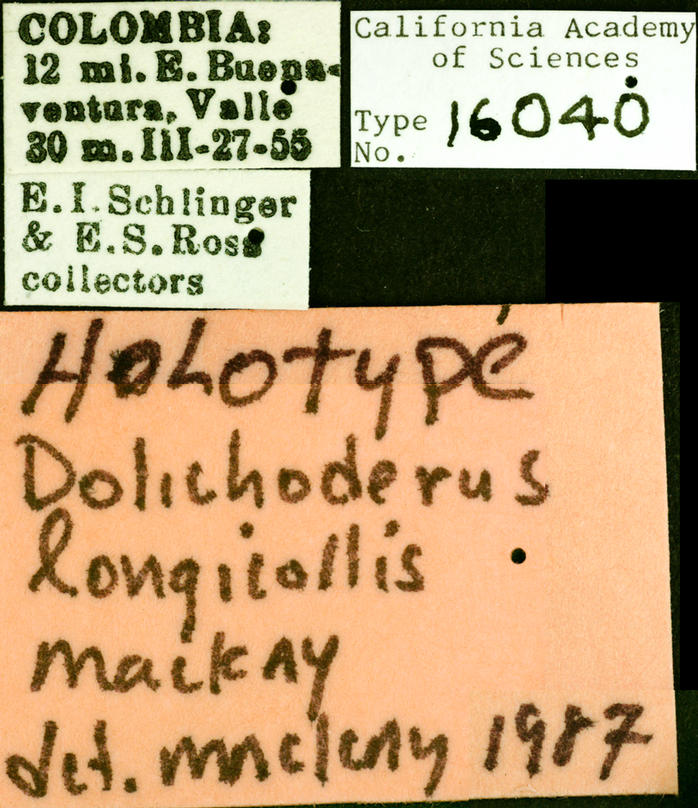
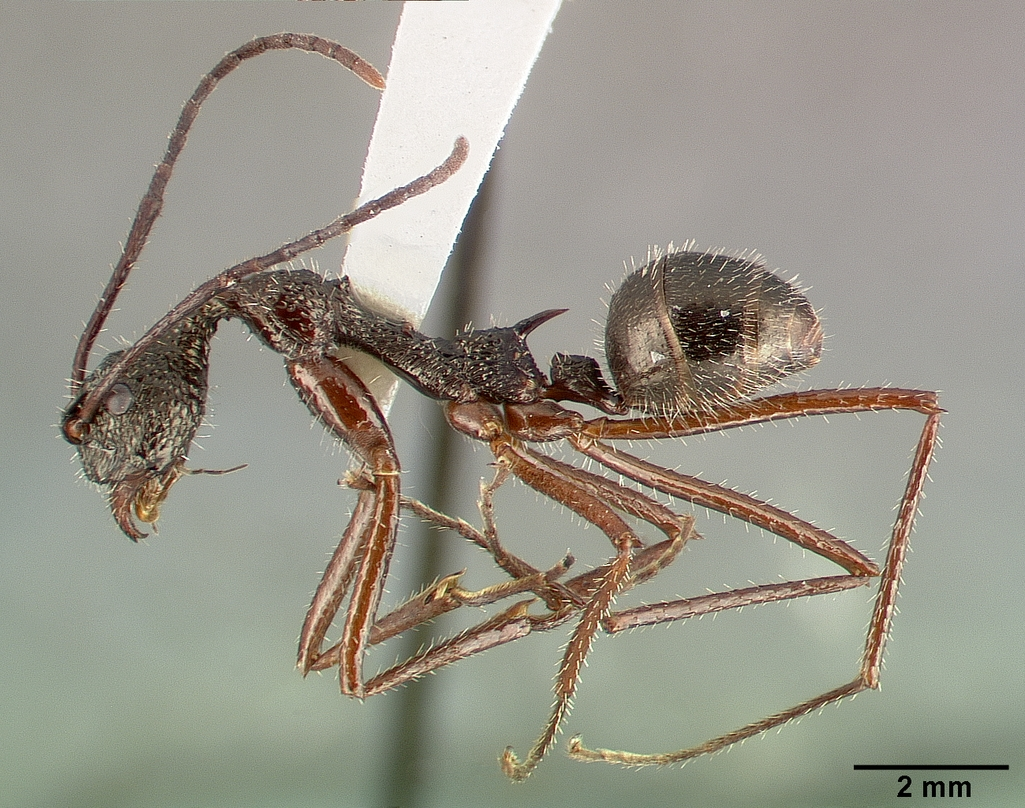